# 佩索奇諾耶湖 (摩爾曼斯克州)
67°11′48.04″N 37°14′15.06″E / 67.1966778°N 37.2375167°E
佩索奇諾耶湖（俄语：Песочное），是俄羅斯的湖泊，位於該國西北部，由摩爾曼斯克州負責管轄，長7.5公里、寬5公里，面積26.4平方公里，海拔高度149.9米，湖岸線長度8公里。